# Zielątkowo (województwo wielkopolskie)
Zielątkowo – wieś w Polsce położona w województwie wielkopolskim, w powiecie poznańskim, w gminie Suchy Las.
W latach 1975–1998 miejscowość należała administracyjnie do województwa poznańskiego.
We wsi znajdują się pozostałości zespołu dworskiego: dwór z 1834 (przebudowany, ul. Łąkowa 2), sześciorak z początków XX w., stodoły i zabudowania gospodarcze, w większości z II połowy lub końca XIX w. Oprócz tego do rejestru zabytków wpisane są trzy domy: przy ul. Dworcowej 11 i 21 (lata 20. XX w.) oraz przy ul. Leśnej 3 (1912).
Na zachód od Zielątkowa rozciągają się tereny Obszaru Chronionego Krajobrazu Doliny Samicy Kierskiej. 

## Historia
Najstarsze ślady pobytu człowieka (grot strzały, rylec, drapacze krzemienne) pochodzą z epoki schyłkowego paleolitu.
Na rok 1365 datuje się lokowanie wsi na prawie niemieckim, a w źródłach pisanych pojawia się pierwsza informacja o Zielątkowie. Do roku 1793 wieś należała do rodziny Zielątkowskich. W 1801 roku kupił ją Tomasz Moraczewski. 

## Ludzie związani z Zielątkowem
- Józef Tomaszewski
- Bibianna Moraczewska
- Jędrzej Moraczewski